# Conisbrough Castle
Conisbrough Castle är ett slott i Doncaster i Storbritannien. Det ligger i grevskapet South Yorkshire och riksdelen England, i den sydöstra delen av landet, 230 km norr om huvudstaden London. Conisbrough Castle ligger 41 meter över havet.
Terrängen runt Conisbrough Castle är platt. Runt Conisbrough Castle är det tätbefolkat, med 550 invånare per kvadratkilometer. Närmaste större samhälle är Sheffield, 19,4 km sydväst om Conisbrough Castle. Trakten runt Conisbrough Castle består till största delen av jordbruksmark.